# خانه سامرست
خانه سامرست (انگلیسی: Somerset House) ساختمانی بزرگ و نئوکلاسیک است که در بخش جنوبی خیابان استرند در مرکز لندن، مشرف به رودخانه تیمز و دقیقاً شرق پل واترلو واقع شده است. این ساختمان، در اصل، کاخ خاندان تودور بوده و در ۱۷۷۶ توسط ویلیام چمبرز طراحی شده و بعدتر، با بال‌های ویکتوریایی، در سال‌های ۱۸۳۱ و ۱۸۵۶، به شرق و غرب، گسترش یافته است. بال شرقی، تشکیل‌دهنده بخشی از دانشگاه کینگز لندن است.
در اواخر سده بیستم، این ساختمان برای تبدیل به مرکزی برای هنرهای تجسمی تقویت شد. اولین موسسه‌ای که به این ساختمان آمد، مؤسسه هنری کورتولد بود شامل گالری کورتولد با آثاری از استادان قدیم نقاشی و امپرسیونیست‌ها. در اواخر دهه ۹۰ میلادی، حیاط اصلی مجموعه به پارکینگ مبدل شد و تراس اصلی مشرف به تیمز، مرمت شده و به روی عموم باز شده و مرکزی سمعی و بصری نیز برای نمایش تاریخ ساختمان ایجاد شد.